# Senale-San Felice
Unsere Liebe Frau im Walde-St. Felix tiếng Ý: Senale-San Felice; tiếng Đức: Unsere Liebe Frau im Walde-St. Felix; Archaic (1321 AD): Senale; Latin: Cascina) là một đô thị ở tỉnh Bolzano-Bozen trong vùng Trentino-Alto Adige/Südtirol của Ý, có vị trí cách khoảng 50 km về phía bắc của thành phố Trento và khoảng 20 km west of thành phố Bolzano. Tại thời điểm ngày 31 tháng 12 năm 2004, đô thị này có dân số 816 người và diện tích là 27,5 km².
Đô thị Unsere Liebe Frau im Walde-St. Felix có các frazione (đơn vị cấp dưới) Malgasott.
Unsere Liebe Frau im Walde-St. Felix giáp các đô thị: Eppan, Nals, St. Pankraz, Tisens, Castelfondo, và Fondo.